# Anoectangium sikkimense
Anoectangium sikkimense är en bladmossart som beskrevs av Khwaja Muhammad Sultanul Aziz och Jitinder Nath Vohra 1988 [1990. Anoectangium sikkimense ingår i släktet Anoectangium och familjen Pottiaceae. Inga underarter finns listade i Catalogue of Life.